# فرمان مهرنرسه
فرمان مهرنرسه اعلامیه‌ای است که مهرنرسه وزیر یزدگرد دوم در شرح عقاید زرتشتی و رد آیین مسیح، خطاب به نجبای ارمنستان صادر کرد. این فرمان از نظر تاریخی ارزشمند محسوب می‌شود.

## ارمنستان در زمان یزدگرد دوم
مشکل عمدهٔ یزدگرد دوم مسئلهٔ ارمنستان بود که کار به مشاجرات مذهبی و برخورهای نظامی، بین دو دولت کشیده شد. وی که تحت نفوذ موبدان و نجبا، برای مقابله با گرایش‌های استقلال جویانهٔ ارامنه، الزام آنها را به قبول آیین زرتشتی، لازم می‌شمرد با مقاومت شدید مسیحی‌های آنجا مواجه شد.

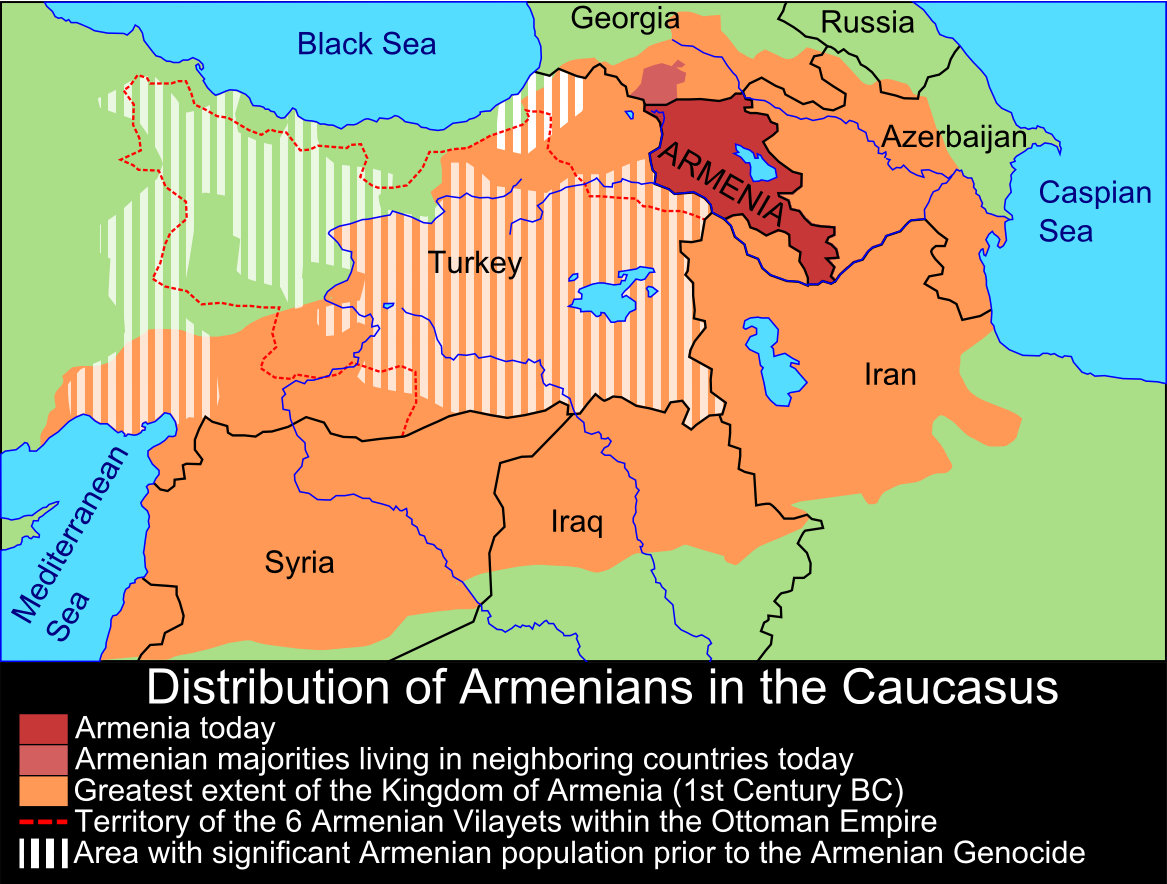
تغییرات نقشهٔ ارمنستان در گذر تاریخ.

پیشرفت آیین عیسی در استان ارمنستان از مدتی پیش باعث اضطراب دولت ایران شده بود و زمامداران ایران دریافته بودند که تا اختلافات مذهبی در بین است، تصاحب ارمنستان امری ناپایدار و بی‌ثبات خواهد بود و مهرنرسی شخصاً طرفدار اجرای فشار و تضییق بود. نتیجه مشاوراتی که بین شاهنشاه و مهرنرسی و صاحبان مراتب عالیه و رؤسای دیانت زرتشتی واقع شد فرمانی بود که مهرنرسی بنام شاه به نجبای ارمنستان ابلاغ کرد.

## متن فرمان مهرنرسی
لازار فرپی که ظاهراً نیم سده پس از وقایع مذکور می‌زیسته‌ است، آن فرمان را بشرح ذیل نقل کرده است «ما اصول دیانت خود را که متکی بر حقیقت و مبتنی بر اساس و قواعد محکم است نوشته و برای شما فرستادیم. میل داریم شما که وجودتان برای کشور تا این اندازه مفید و برای ما تا این حد عزیز است، کیش مقدس و حقیقی ما را بپذیرید و دیگر در آن دیانت که همه می‌دانیم باطل و بی‌فایده است، باقی نمانید بنابراین پس از استحضار از این فرمان بدون اینکه خیالات دیگری در خاطر خطور دهید، باید اصول دیانت ما را به طیب خاطر بپذیرید. ما در راه موافقت تا آنجا پیش آمدیم که به شما اجازه دادیم که دیانت موهوم خود را که تا امروز موجب خرابی کار شما شده‌است، برای ما بنویسید اگر شما با ما هم‌اعتقاد شوید گرجیان و آلبانی‌ها یارای آن نخواهند داشت که از فرمان ما سرپیچی کنند.»

## جوابیهٔ اسقفان عیسوی ارمنستان
جوابی که از روی کمال جسارت به نامهٔ مهرنرسی توسط اسقفان عیسوی ارمنستان داده شد، در کتاب لازار درج شده‌است «ما محض حفظ احترام شما آن نامه را باز نکردیم و دستخط شما را نخواندیم زیرا دینی که می‌دانیم تحقیقاً باطل است هرگز قابل پیروی نشناخته و اصول آنرا شایستهٔ استماع و قرائت نمی‌دانیم. در هر حال خواندن شرایع شما موجب خندهٔ ما می‌شود. هم قانون، هم قانونگذار، هم پیروان قانون در نظر ما شایستهٔ استهزار هستند، از اینجاست که ما برخلاف امری که کرده‌اید اصول دیانت خود را ننوشته و نزد شما نفرستادیم. ما چطور می‌توانیم دین حق و شریعت الهی خود را در برابر جهل شما عرضه کنیم و آن را هدف استهزا و دشنام شما قرار دهیم. اما راجع به اصل دین خود اجمالاً گوییم که مانند شما عناصر و خورشید و ماه و باد و آتش را نمی‌پرستیم و این همه خدایانی که شما در زمین و آسمان دارید، ستایش نمی‌کنیم بلکه یکتا خدایی را عبادت می‌نماییم که آسمان و زمین و هر چه در آنهاست، آفریدهٔ اوست.»

## جعل نامهٔ مهرنرسی
می‌توان حدس زد که همراه این فرمان نامه‌ای بوده‌است که اصول مهم دیانت مزداپرستی را شرح می‌داده‌است و احتمال می‌رود که روحانیون عیسوی ارمنستان آن نامه را که حاوی شرح عقاید زرتشتیان بوده، ندیده انگاشته و حتی باز هم نکرده‌اند.
مؤرخ ارمنی الیزئوس به تفصیل صورتی از فرمان مهرنرسه را نقل کرده که با متن مذکور تفاوت دارد در متن فرمانی که او ذکر کرده، شمه‌ای از اصول زرتشتی و انتقاداتی دربارهٔ عقاید مسیحی آمده‌است. بعضی از محققین بر این عقیده هستند که در زمان او متن فرمان مهرنرسی موجود نبوده و مؤرخ مذکور برای رفع نقیصه پیش خود هم شرح اصول عقاید زرتشتی و هم رد آن را سراپا ساخته‌است و این موارد در فرمان نرسه هرگز وجود خارجی نداشته‌است و این مؤرخ احتمالاً برای ساختن آن از یک رساله شناخته شده که از قبل مآخذ مؤرخین دیگر ارمنی هم به‌شمار می‌رفته، اقتباساتی کرده‌است.
با وجود اینها نامهٔ مجعول مهرنرسی که الیزئوس، مؤرخ ارمنی نقل کرده‌است دارای اهمیت است نه تنها از جهت اطلاعاتی که مربوط به دین زرتشت در عهد ساسانیان می‌دهد بلکه چون نشان می‌دهد که در نظر زرتشتیان کدامیک از عقاید نصاری بیشتر منفور بوده‌است. مثلاً آمده‌است این عقیدهٔ نصاری خطاست که گویند خیرات و شرور عالم از یک فاعل است و خدا غیور و حسود است و برای یکدانه انجیری که از درختی کنده شد، مرگ را آفرید و نوع بشر را گرفتار آن نمود.

## جنگ با ارمنستان
یزدگرد پس از وصول جواب اسقفان، رؤسای خاندان‌های بزرگ ارمنی را طلب کرده، همه را به زندان فرستاد و سپس به جنگ کوشانیان رفت و چند سالی در شرق کشور اقامت گزید تا به سرحدات که دستخوش غارت و هجوم قبایل هون بود نزدیکتر باشد.
در این اثنا بزرگان ارمنی شورش کردند و روحانیون عیسوی جهاد را اعلان نمودند ولی مانند همیشه رقابت خاندان‌های بزرگ ارمنستان مانع این اقدام مشترک شد و جنگ داخلی در ارمنستان درگرفت. شورشیان از امپراتور روم یاری جستند ولی نتیجه نداد، زیرا دولت بیزانس مشغول دفاع سرحدات خود و دفع هون‌ها بود.
آنگاه یزدگرد در سال ۴۱۵ میلادی به ارمنستان لشکر کشید و شورشیان را در جنگی سخت مغلوب کرد.